# Leopoldo O'Donnell
Leopoldo O'Donnell y Jorris (Santa Cruz de Tenerife (Canàries), 12 de gener de 1809 - Biarritz (Lapurdi), 5 de novembre de 1867) va ser un noble, militar i polític espanyol, Gran d'Espanya, Duc de Tetuan, Comte de Lucena i Vescomte d'Aliaga. Va presidir el Consell de Ministres en 1856, en 1858-1863, i en 1865-1866, durant el regnat d'Isabel II. La seva família era d'origen irlandès, i descendia de Calvagh O'Donnell, cap de Tyrconnel al segle xvi.

## Vida
Neix en el si d'una família de gran tradició militar: el seu oncle va ser Enrique José O'Donnell, comte de La Bisbal. O'Donnell continua aquesta tradició ingressant en el regiment d'infanteria Imperial Alejandro amb el grau de sotstinent. A la mort de Ferran VII el 1833, va esclatar la primera guerra carlina entre els partidaris de la filla de Ferran, Isabel II (isabelins) i els del seu oncle (germà de Ferran VII) Carles Maria Isidre de Borbó (carlins). O'Donnell, que era capità, es va alinear amb el bàndol isabelí, malgrat tenir els germans i el seu pare al bàndol carlí. Pels seus diferents fets d'armes en el conflicte, va ascendir successivament a coronel, a brigadier i el juny de 1837 a mariscal de camp. El 1839 fou nomenat Capità General d'Aragó, València i Múrcia.
Quan vencé Ramon Cabrera a la batalla del Tossal de Goçalbo, a Llucena, va rebre el títol de comte de Llucena i va ascendir a tinent general. Per les seves conviccions moderades, va haver d'emigrar a França, després de la revolució progressista de setembre de 1840 que va provocar la renúncia de Maria Cristina de Borbó-Dues Sicílies (mare d'Isabel II) a la regència. El 1841 figura en la conspiració moderada del general León, al costat d'en Dulce i Garay, contra la regència del general Espartero. O'Donnell hi havia rebut l'encàrrec d'encoratjar la revolta militar de Pamplona, però, en fracassar a Madrid l'assalt al Palacio Real, intentat per León el 7 d'octubre, va haver de tornar a refugiar-se a França.
El 1844 assolí el poder el general Narváez i fou nomenat capità general de l'Havana fins al 1848. Durant el seu mandat O'Donnell va ser el responsable de la matança de 1844 coneguda com la repressió de "La Escalera". Milers d'esclaus i persones de colors lliures a Cuba van ser tancades en calabossos, torturades i executades en el que es va conèixer com l'"any del fuet" ("The Year of the Lash"). Quan tornà a la península va ser nomenat senador i director general de l'Acadèmia d'Infanteria de Toledo. Des del 1853, comença a interessar-se per la política activa i el juny de 1854, al capdavant d'un batalló d'infanteria i unit al general Domingo Dulce i Garay, s'aixecà contra el Govern; aquest envia el general Blaser a enfrontar-se amb ell. La trobada va tenir lloc a Vicálvaro i després d'un combat simulat (la Vicalvarada), ambdós militars es van retirar fins que el 7 de juliol es va publicar el Manifest de Manzanares, redactat per Antonio Cánovas, que va atreure al seu bàndol gran part de l'exèrcit. Amb el triomf revolucionari, Espartero fou nomenat president del Consell de Ministres i O'Donnell ocupà la cartera de Guerra.
A les noves Corts va formar un nou grup polític conegut com a Unió Liberal, amb el qual tractarà d'unir moderats i progressistes. Després de la caiguda d'Espartero el juliol de 1856, el va succeir O'Donnell formant un govern que duraria fins a octubre de 1857, any que seria substituït per Narváez. Torna al poder el juliol de 1858. Durant aquest govern declara la guerra al Marroc el 22 d'octubre de 1859, i O'Donnell es posà al comandament de les tropes i ocupà Tetuan (veure Batalla de Tetuan) (febrer de 1860). El tractat de Tetuan, que va posar fi a la guerra, va reconèixer les posicions espanyoles al nord d'Àfrica i va ampliar el territori de Ceuta. La victòria li va valer el títol de duc de Tetuan amb Grandesa d'Espanya.
El 1862, amb aprovació de la reina Isabel II, s'envia a Sud-amèrica una expedició d'estudi científic escortada per quatre navilis de guerra sota les ordres del vicealmirall Luis Hernández Pinzón (descendent directe dels germans Pinzón). Aquestes naus eren les fragates bessones d'hèlix Triunfo i Resolución, la corbeta d'hèlix Vencedora i la goleta protegida Virgen de Covadonga. El propòsit que va dur les autoritats de Madrid a incloure naus de l'armada en una missió d'estudi, no només va ser per a exhibir la patent de Potència, costum per cert estesa als països europeus com Gran Bretanya, sinó perquè aquelles servissin com a elements de suport a una sèrie de reclams presentats per ciutadans espanyols residents a les Amèriques. Això va derivar en la guerra hispano-sud-americana (1864-1883).

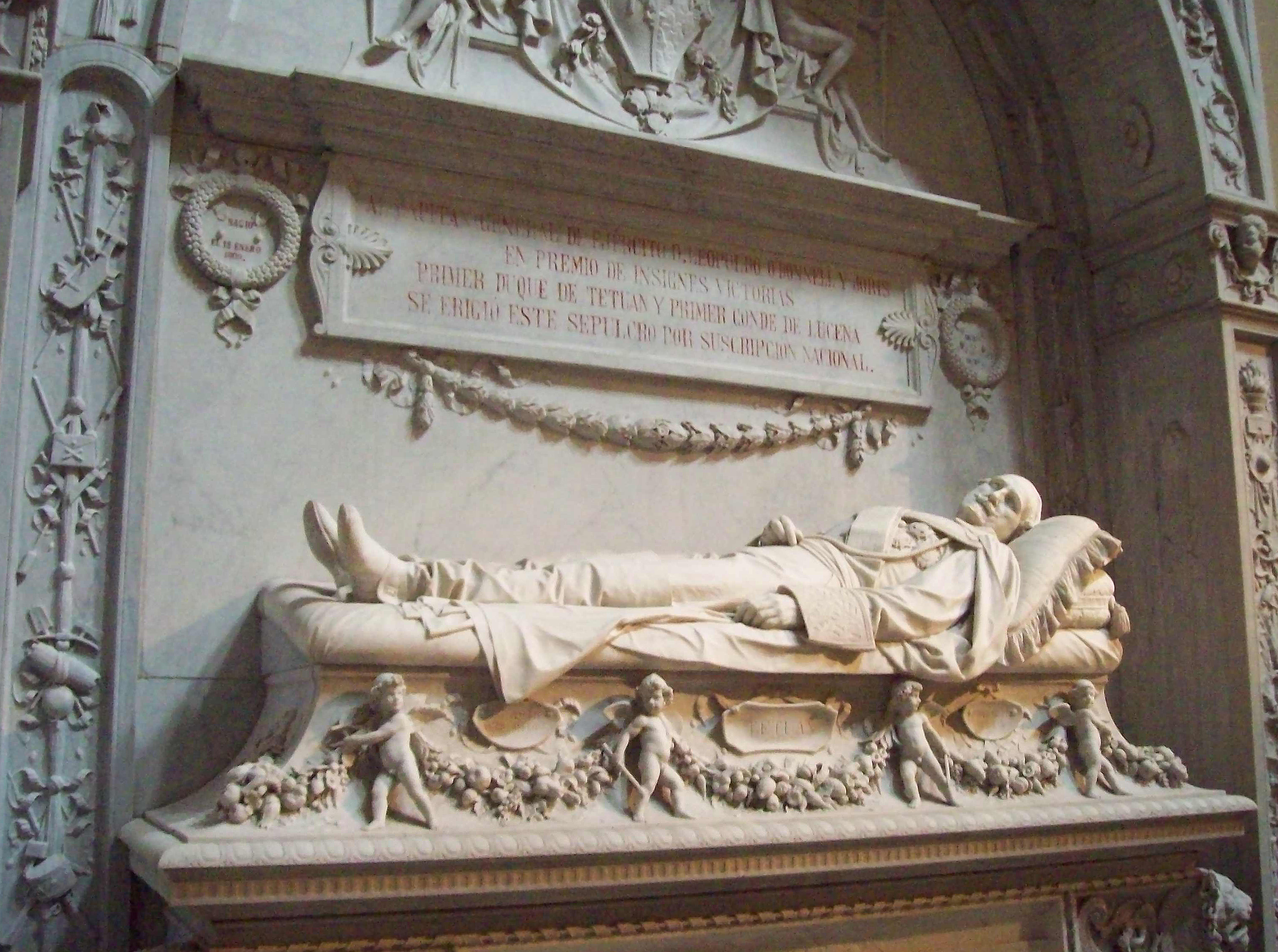
Mausoleu de L. O'Donnell a Madrid.

Va governar fins a febrer de 1863, quan per pressions del Partit Moderat va demitir, i va ser substituït pel marquès del Duero. Del seu govern cal destacar la ràpida expansió de les línies de ferrocarril, a més de la guerra contra el Marroc (Guerra d'Àfrica). El 1865, les protestes estudiantils (pel cessament d'Emilio Castelar) i la sagnant repressió pel govern (Nit de Sant Daniel) porten novament O'Donnell a la presidència del Govern i al ministeri de la Guerra. Després de la revolta de sergents de San Gil, el 22 de juny de 1866, i enfrontat amb Isabel II, O'Donnell deixa el seu càrrec i marxa a Biarritz on mor el 5 de novembre de 1867.

## Anecdotari
Després de la Guerra d'Àfrica, va fer acampar l'exèrcit victoriós en un ras al nord de Madrid, mentre es feien els preparatius per a una entrada triomfal en la capital, que mai va esdevenir. Al voltant del campament –que de provisional s'anava convertint en permanent– es van anar instal·lant comerciants i es va crear el barri conegut fins avui com a Tetuàn de la Victòria.